# 万代南梦宫影像制作
萬代南夢宮影像製作（Bandai Namco Filmworks Inc.），是日本一家娛樂公司，以動畫製作為主，它是萬代南夢宮集團內影片和動畫製作事業部門的主幹公司。公司前身為株式會社日昇（Sunrise Inc.），常稱SUNRISE、日昇動畫，香港無綫電視譯作旭日東升動畫有限公司。

## 歷史

「SUNRISE」第三代標誌（1996年起使用），曾經是日昇的公司標誌，現已作為動畫部門使用的品牌。

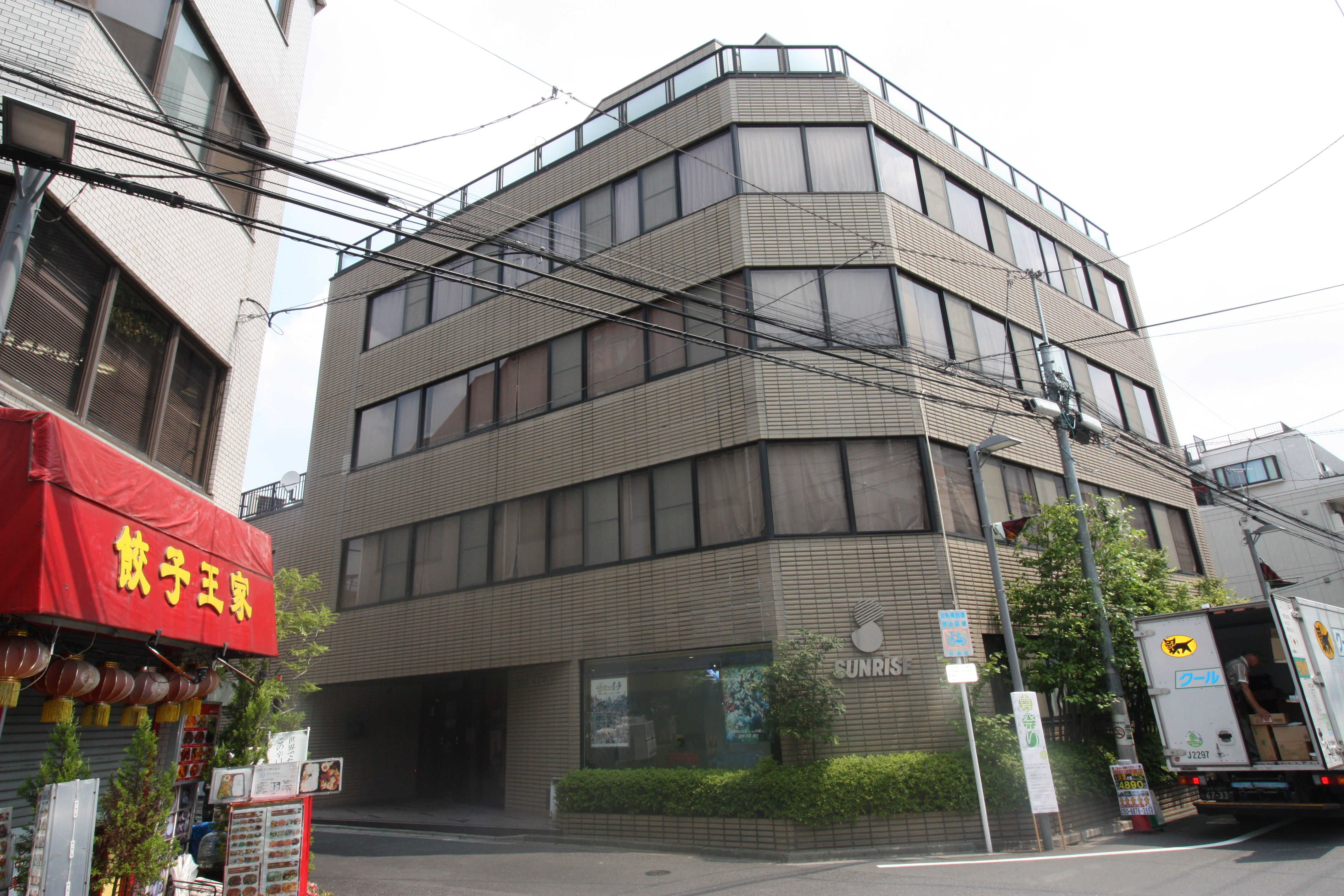
位於東京都杉並區上井草的第二代舊總部，使用於1996年至2021年。

1972年，原株式會社蟲製作員工成立有限會社SUNRISE Studio（有限会社サンライズスタジオ），而當時面臨解散的蟲製作亦有多項分拆。日昇工作室的七位高層便跟另一媒體東北新社合作投資其中的創映社，只以協力名義參與製作。
1976年，日昇工作室因為分帳問題，脫離東北新社而獨立，同時進行了內部改組，並於11月更名為株式會社日本SUNRISE（株式会社日本サンライズ）。日昇第一套自社企畫作品無敵超人聖彼得3於1977年推出，而備受矚目的機動戰士GUNDAM系列亦於1979年推出，使日昇成為行內公認最佳的機械人動畫製作公司。自此以後，日昇作品多為原創，原因是公司在洽購漫畫原作改編權的預算較少。而由於成立時間較早，旗下原創系列較一般動畫長壽。擅長繪畫機械人和戰鬥的特點亦使其有更強潛力發展周邊商品市場，如魔神英雄傳系列、KERORO軍曹、犬夜叉、銀魂等。
1980年代，日昇引入工作室制度，把不同製作分門別類給10多個工作隊伍。1987年，日昇再次內部改組，並於6月更名為株式會社SUNRISE（株式会社サンライズ）。除了機械人動畫外，公司參與了更多其他類型的作品，亦順應潮流改編更多漫畫，如妙手小廚師、媽媽是小學四年生等。
直到1990年代，當時有評論指當代機械人動畫偏重於商品發行，尤其針對日昇的製作。而動漫迷口味的轉變亦一度使日昇沒法做出話題性作品，惟系列作品仍能保持水準，不斷有新的動漫迷加入。
1994年2月，日昇獲得日本玩具供應商萬代的提攜，加入萬代集團，成為萬代的全資子公司。
2000年代，日昇再次順應潮流，加入以美少女為主角的作品。但同時間，日昇著重劇情和戰鬥場面細緻的風格仍吸引著一部分抗拒女性角色的動漫迷，使公司製作混合了兩方面的發展。較受歡迎作品包括KERORO軍曹及犬夜叉。
2005年9月29日，萬代與日本電子遊戲公司南夢宮合併成立萬代南夢宮控股，日昇成為萬代南夢宮控股旗下的子公司。
2015年4月，萬代南夢宮控股設立子公司萬代南夢宮圖像（日語：株式会社バンダイナムコピクチャーズ），接收日昇大部分時令兒童及合家歡向作品製作；日昇旗下則主要保留高達為主的機械題材作品及深夜播放的高年齡向作品。
2019年3月1日，日昇（上海）品牌管理有限公司（英語：Sunrise (Shanghai) Co., Ltd.）成立，将在中国大陸主要开展动画影像著作权、版权的管理及运用，并推进IP相关事业的发展。日昇上海的设立，是为了更好地在中国对日昇旗下的IP进行综合管理，在提高其知名度的同时，为粉丝带来优质的日昇作品。
2019年4月，日昇完成向Production I.G收購XEBEC後期製作及部分原創品牌以外的大部分部門業務，並將之納入新成立子公司SUNRISE BEYOND。
2022年2月8日，萬代南夢宮控股宣布於2022年4月1日進行旗下部門的改組，將日昇、萬代南夢宮藝術旗下的視頻部門與萬代南夢宮版權營銷（Bandai Namco Rights Marketing）合併，公司改稱為萬代南夢宮影像製作（Bandai Namco Filmworks Inc.）。另外日昇的音樂子公司日昇音樂出版、萬代南夢宮藝術旗下的音樂部門與萬代南夢宮現場創意（Bandai Namco Live Creative）合併，公司改稱為萬代南夢宮Music Live（Bandai Namco Music Live Inc.）。「SUNRISE」這個商標名稱將由經過組織調整後的動畫部門繼承。
2024年3月1日，萬代南夢宮影像製作宣佈收購日本動畫製作公司8bit；同年4月1日，8bit成為旗下的全資子公司。
2024年4月1日，SUNRISE BEYOND被併入萬代南夢宮影像製作，接管旗下業務後正式解散。

## 作品

### 電視動畫

#### 系列
- 機動戰士GUNDAM系列（1979年-）
  - 機動戰士GUNDAM（第1组，1979年-1980年）
  - 機動戰士Z GUNDAM（第2组，1985年-1986年）
  - 機動戰士GUNDAM ZZ（第2组，1986年-1987年）
  - 機動戰士V GUNDAM（第3组，1993年-1994年）
  - 機動武鬥傳G GUNDAM（第2组，1994年-1995年）
  - 新機動戰記GUNDAM W（第1组，1995年-1996年）
  - 機動新世紀GUNDAM X（第1组，1996年）
  - ∀GUNDAM（第1组，1999年-2000年）
  - 機動戰士GUNDAM SEED（機動戦士ガンダムSEED，第9组，2002年-2003年）
  - SD高達FORCE（SDガンダムフォース，谷原组，2004年）
  - 機動戰士GUNDAM SEED DESTINY（機動戦士ガンダムSEED DESTINY，第3组，2004年-2005年）
  - 機動戰士GUNDAM 00（機動戦士ガンダム00，第3组，2007年-2009年）
  - （荻洼组，2010年-2011年）
  - 機動戰士GUNDAM AGE（機動戦士ガンダムAGE，第3组，2011年-2012年）
  - 鋼彈創鬥者（ガンダムビルドファイターズ，第3组，2013年-2014年）
  - 機動戰士：鋼彈桑（機動戦士ガンダムさん，第6组，2014年)
  - 鋼彈 Reconguista in G（ガンダム Gのレコンギスタ，第1组，2014年-2015年）
  - 鋼彈創鬥者TRY（ガンダムビルドファイターズトライ，第3组，2014年-2015年・2016年）
  - 機動戰士鋼彈 鐵血孤兒（機動戦士ガンダム 鉄血のオルフェンズ，第3组，2015年-2017年）
  - 機動戰士鋼彈UC RE:0096（機動戦士ガンダムユニコーン RE:0096，2016年）
  - （2018年）
  - SD鋼彈世界英雄（日语：SDガンダムワールド ヒーローズ）（2021年）
  - 機動戰士GUNDAM 水星的魔女（機動戦士ガンダム 水星の魔女，2022年）
- 城市獵人系列（1987年-1999年）
  - 城市獵人（シティーハンター，第3组，1987年-1988年）
  - 城市獵人2（シティーハンター2，第3组，1988年-1989年）
  - 城市獵人3（シティーハンター3，第3组，1989年-1990年）
  - 城市獵人'91（シティーハンター'91，第3组，1991年）
  - 城市獵人 The Secret Service（シティーハンター ザ・シークレット・サービス，第3组，1996年）
  - 城市獵人 Goodbye My Sweet Heart（シティーハンター グッド・バイ・マイ・スイート・ハート，第6组，1997年）
  - 城市獵人 緊急實況轉播!? 罪犯冴羽獠的臨終（シティーハンター 緊急生中継!? 凶悪犯冴羽獠の最期，第8组，1999年）
- 魔神英雄傳系列（1988年-1998年）
  - 魔神英雄傳（魔神英雄伝ワタル，第7组，1988年-1989年）
  - 魔神英雄傳2（魔神英雄伝ワタル2，第7组，1990年-1991年）
  - 超魔神英雄傳（超魔神英雄伝ワタル，第6组，1997年-1998年）
- 勇者系列（第7组，1990年 - 1998年・2005年）
  - 勇者凱撒（勇者エクスカイザー，1990年-1991年）
  - 太陽勇者（太陽の勇者ファイバード，1991年-1992年）
  - 勇者傳說（伝説の勇者ダ・ガーン，1992年-1993年）
  - 勇者特急隊（勇者特急マイトガイン，1993年-1994年）
  - 勇者警察（勇者警察ジェイデッカー，1994年-1995年）
  - 黃金勇者（黄金勇者ゴルドラン，1995年-1996年）
  - 勇者指令（勇者指令ダグオン，1996年-1997年）
  - 勇者王（勇者王ガオガイガー，1997年-1998年）
  - 勇者王終極任務（勇者王ガオガイガーFINAL GRAND GLORIOUS GATHERING，2005年）
- 藍光人系列（第5组，1991年 - 1994年）
  - 絕對無敵（絶対無敵ライジンオー，1991年-1992年）
  - 元氣爆發（元気爆発ガンバルガー，1992年-1993年）
  - 熱血最強（熱血最強ゴウザウラー，1993年-1994年）
- 閃電霹靂車系列
  - 閃電霹靂車（新世紀GPXサイバーフォーミュラ，1991年）
  - 閃電霹靂車11（新世紀GPXサイバーフォーミュラ11，1992年）
  - 閃電霹靂車ZERO（新世紀GPXサイバーフォーミュラZERO，1994年）
  - 閃電霹靂車SAGA（新世紀GPXサイバーフォーミュラSAGA，1996年）
  - 閃電霹靂車SIN（1998年）
- 犬夜叉系列（第1组，2000年-2010年；2020年- ）
  - 犬夜叉（犬夜叉）（2000年-2004年）
  - 犬夜叉 完結篇（犬夜叉 完結編）（2009年-2010年）
  - 半妖的夜叉姬（半妖の夜叉姫）（2020年-2021年）
- 銀魂系列（第5组，2006年- ）
  - 銀魂（2006年-2010年）
  - 銀魂'（銀魂'，2011年-2012年）
  - 銀魂'延長戰（銀魂'延長戦，2012年-2013年）
  - 銀魂°（銀魂゜，2015年-2016年）
  - 銀魂.（銀魂.，2017年-2018年）
- Battle Spirits系列（第9組，2008年- ）
  - Battle Spirits 少年突破馬神（バトルスピリッツ 少年突破バシン）（2008年-2009年）
  - Battle Spirits 少年激霸彈（バトルスピリッツ 少年激覇ダン）（2009年-2010年）
  - 少年勇者（バトルスピリッツ ブレイヴ）（2010年-2011年）
  - Battle Spirits 霸王（バトルスピリッツ ヒーローズ）（2011年-2012年）
  - Battle Spirits Sword Eyes（バトルスピリッツ ソードアイズ）（2012年-2013年）
  - 最強銀河 究極ZERO Battle Spirits（最強銀河　究極ゼロ ～バトルスピリッツ～）（2013年-2014年）
- 天才黃金腦～神之謎系列
  - 天才黃金腦～神之謎（ファイ・ブレイン 神のパズル，2011）
  - 天才黃金腦～神之謎 俄耳甫斯命令篇（ファイ・ブレイン 神のパズル オルペウス・オーダー編，2012）
  - 天才黃金腦～神之謎 宿敵！萊賽爾篇（ファイ・ブレイン 神のパズル 宿敵!レイツェル編，2013）
- LoveLive!系列（2013年- ）
  - LoveLive!（ラブライブ!，第8组，2013年）
  - LoveLive! 2nd Season（ラブライブ! 2nd Season，第8组，2014年）
  - LoveLive! Sunshine!!（ラブライブ! サンシャイン!!，第8组，2016年）
  - LoveLive! Sunshine!! 2nd Season（ラブライブ! サンシャイン!! 2nd Season，第8组，2017年）
  - Love Live! 虹咲學園學園偶像同好會（ラブライブ！虹ヶ咲学園スクールアイドル同好会，第2组，2020年）
  - Love Live! Superstar!!（ラブライブ!スーパースター!!，第8组，2021年）
  - Love Live! 虹咲學園學園偶像同好會 二期（ラブライブ！虹ヶ咲学園スクールアイドル同好会 2期，第2组，2022年）
  - Love Live! Superstar!! 二期（ラブライブ!スーパースター!! 2期，2022年）

#### 獨立
1970年代
- 英勇無敵號（ゼロテスター）（1973-1974年）
- 勇者萊汀（勇者ライディーン）（1975年-1976年）
- 月光女俠（ラ・セーヌの星）（1975年）
- 恐龍救生隊（恐竜探険隊ボーンフリー）（1976年-1977年）（實寫合成，總承包商：圓谷製作）
- 太空五虎將（超電磁マシーンボルテスV）（1977年-1978年）（總承包商：東映）
- 無敵超人聖彼得3（無敵超人ザンボット3，1977年-1978年）
- 鬥將戴摩斯（闘将ダイモス）（1978年-1979年）（總承包商：東映）
- 無敵鋼人泰坦3（無敵鋼人ダイターン3，1978年-1979年）
- 人造人009（サイボーグ009）（1979年-1980年）（總承包商：東映）
- 巨獸王（未来ロボ ダルタニアス）（1979年-1980年）（總承包商：東映）
- The Ultraman（ザ☆ウルトラマン），1979年-1980年）（總承包商：圓谷）
- 科學探險隊（科学冒険隊タンサー5，1979年-1980年）（實寫合成，總承包商：特攝研究所（日语：特撮研究所））

1980年代
- 無敵機器人 托萊達G7（無敵ロボ トライダーG7）（1980年-1981年）
- 傳說巨神伊甸王（伝説巨神イデオン）（1980年-1981年）
- 最强机器 大王者（（1981年-1982年）
- 太陽之牙DOUGRAM（（1981年-1983年）
- 戰鬥裝甲Xabungle（戦闘メカ ザブングル）（1982年-1983年）
- 聖戰士丹拜因（聖戦士ダンバイン，1983年-1984年）
- 裝甲騎兵波德姆茲（装甲騎兵ボトムズ，1983年1984年）
- 銀河漂流（銀河漂流バイファム，1983年1984年）
- 重战机L-GAIM（（1984年-1985年）
- 巨神GORG（（1984年）
- 機甲界GALIENT（（1984年-1985年）
- 超力机器人加拉特（日语：超力ロボ ガラット）（（1984年-1985年）
- 搞怪拍檔（ダーティペア）（1985年）
- 蒼藍流星（蒼き流星SPTレイズナー）（1985年-1986年）
- 戰鬥勇士（The Centurions）（1985年）
- 機甲戰記威龍（機甲戦記ドラグナー）（1987年-1988年）
- 妙手小廚師（ミスター味っ子）（1987年-1989年）
- 铠传（1988年-1989年）
- 獅虎獸神（（1989年-1990年）
- 魔動王（魔動王グランゾート）（1989年-1990年）
- 機動警察（機動警察パトレイバー）（1989年-1990年）

1990年代
- （1990年）
- 閃電霹靂車（新世紀GPXサイバーフォーミュラ）（1991年）
- 機甲警察金屬傑克（機甲警察メタルジャック、アーマードポリスメタルジャック）（1991年）
- 媽媽是小學四年生（ママは小学4年生）（1992年）
- 疾風無敵銀堡壘（疾風!アイアンリーガー）（1993年-1994年）
- 1994
- 霸王大系龍騎士（覇王大系リューナイト）（1994年-1995年）
- （1995）
- 獸戰士（日语：獣戦士ガルキーバ）（1995年）
- 沉默的艦隊（沈黙の艦隊）（1996）
- 聖天空戰記（天空のエスカフローネ）（1996年-1997年）
- 奧運高手（ガンバリスト!駿）（1996年-1997年）
- 超者萊汀（日语：超者ライディーン）（1996年-1997年）
- 星方武俠（日语：星方武侠アウトロースター）（1998年）
- 機動神腦（ブレンパワード）（1998年）
- 星際牛仔（カウボーイビバップ）（1998年-1999年）
- 青澀之戀動畫（センチメンタルジャーニー）（1998年-1999年）
- DT戰士（日语：DTエイトロン）（1998年）
- 銀河漂流13（銀河漂流バイファム13）（1998年）
- 餓沙羅鬼（ガサラキ）（1998年-1999年）
- 進化戰記（ベターマン）（1999年）
- 星方天使（星方天使エンジェルリンクス）（1999年）
- 伊索世界（イソップワールド）（1999年）
- 無限的未知（無限のリヴァイアス）（1999年-2000年）
- 六翼天使之聲（日语：セラフィムコール）（1999年）
- The Big O（THE ビッグオー）（1999年-2000年）

2000年代
- 科學小飛喵（ニャニがニャンだー ニャンダーかめん）（2000年-2001年）
- 深藍救兵（BRIGADOON まりんとメラン）（2000年-2001年）
- 數碼傳動戰士（GEAR戦士電童）（2000年-2001年）
- 沉默的未知（アルジェントソーマ）（2000年-2001年）
- 激鬥戰車（激闘!クラッシュギアTURBO）（2001年-2003年）
- Z.O.E Dolores, i（2001年）
- 超能奇兵（スクライド）（2001年）
- 帝皇戰紀（OVERMANキングゲイナー）（2002年-2003年）
- 禁獵魔女（Witch Hunter ROBIN）（2002年）
- 救難小英雄（出撃！マシンロボレスキュー）（2003年-2004年）
- 惑星奇航（プラネテス）（2003年-2004年）
- 激鬥戰車Nitro（日语：クラッシュギアNitro）（2003年-2004年）
- 坦克王（無限戦記ポトリス）（2003年-2004年）
- Keroro軍曹（ケロロ軍曹）（2004年-2011年）
- 舞-HiME（舞-HiME）（2004年-2005年）
- 日式麵包王（焼きたて!!ジャぱん）（2004年-2006年）
- 陰陽大戰記（陰陽大戦記）（2004年-2005年）
- 怪俠佐羅利（まじめにふまじめ かいけつゾロリ）（2005年-2007年）（與亞細亞堂共同製作）
- I Only Want Happiness（ほとり〜たださいわいを希う。〜）（2005）
- CLUSTER EDGE （2005）
- 舞-乙HiME（舞-乙HiME）（2005年-2006年）
- ZEGAPAIN（ゼーガペイン）（2006年）
- Code Geass 反叛的魯路修（コードギアス 反逆のルルーシュ）（2006年-2007年）
- 結界師（結界師）（2006年-2008年）
- 幕末機關說（幕末機関説 いろはにほへと）（2006-2007年）
- 古代王者 恐龍王（古代王者 恐竜キング Dキッズ・アドベンチャー）（2007年-2008年）
- 偶像大師 XENOGLOSSIA（アイドルマスターXENOGLOSSIA）（2007）
- 古代王者 恐龍王 翼龍傳說（古代王者 恐竜キング Dキッズ・アドベンチャー 翼竜伝説）（2008年）
- Code Geass 反叛的魯路修 R2（コードギアス 反逆のルルーシュ R2）（2008年）
- 深淵傳奇（Tales of Abyss）（2008年-2009年）
- 穿越宇宙的少女（宇宙をかける少女）（2009年）
- 黑神（2009年）

2010年代
- Keroro軍曹乙（ケロロ軍曹乙）（2010年-2011年）
- TIGER & BUNNY（TIGER & BUNNY）（2011年）
- 境界線上的地平線（境界線上のホライゾン）（2011年-2012年）
- Sacred Seven（セイクリッドセブン）（2011年）
- 男子高中生的日常（男子高校生の日常）（2012年）
- 加速世界（2012年）
- 窮神 （2012年）
- 夏色奇蹟（夏色キセキ）（2012年）
- 偶像學園 （アイカツ！アイドルカツドウ！）（2012年-2016年，127話起由萬代南夢宮圖像接管）
- 革命機Valvrave（革命機ヴァルヴレイヴ）（2013年）
- Keroro軍曹〜keroro〜（ケロロ〜keroro〜）（2014年）
- 舞力四射（トライブクルクル）（2014年-2015年）
- BUDDY COMPLEX（バディ・コンプレックス）（2014年）
- CROSSANGE 天使與龍的輪舞（クロスアンジュ 天使と竜の輪舞）（2014年-2015年）
- Classica Loid（クラシカロイド）（2016年-2017年）
- 超心動！文藝復興（マジきゅんっ！ルネッサンス）（2016年）
- 異世界居酒屋〜古都艾塔莉亞的居酒屋阿信〜（異世界居酒屋〜古都アイテーリアの居酒屋のぶ〜）（2018年）
- Double Decker！道格＆基里爾（DOUBLE DECKER! ダグ&キリル）（2018年）

2020年代
- 聽我的電波吧（波よ聞いてくれ）（2020年）
- 緋紅結繫（SCARLET NEXUS）（2021年）
- 後宮之烏（後宮の烏）（2022年）

### OVA

#### 系列
- 機動戰士GUNDAM系列
  - SD高達OVA（機動戦士SDガンダム）1988-1991
  - SD高達外傳（SDガンダム外伝）1990
  - 機動戰士GUNDAM0080：口袋中的戰爭（機動戦士ガンダム0080 ポケットの中の戦争）1989
  - 機動戰士GUNDAM0083：星塵的回憶（機動戦士ガンダム0083 STARDUST MEMORY）1991
  - 機動戰士GUNDAM第08MS小隊（機動戦士ガンダム第08MS小隊）1996
  - 新機動戰記GUNDAM W 無盡的華爾茲1997
  - 机动战士GUNDAM SEED C.E.73 STARGAZER（機動戦士ガンダムSEED C.E.73 STARGAZER）2006
  - 機動戰士GUNDAM MS IGLOO -默示录0079-（機動戦士ガンダム MS IGLOO -黙示録0079-）2006
  - 機動戰士GUNDAM MS IGLOO2 重力战线（機動戦士ガンダム MSイグルー2 重力戦線）2008
  - 機動戰士GUNDAM UC（機動戦士ガンダムUC）2010
  - 機動戰士GUNDAM 雷霆宙域战线 （機動戦士ガンダム サンダーボルト）2016

#### 獨立
- 舞-乙HiME Zwei 2006
- 舞-乙HiME 0～S.ifr～ 2008
- Sacred Seven 銀月之翼 2012
- 短暫和平 2013
- LoveLive! 2013[註 2]
- 機動戰士GUNDAM AGE 2013

### 劇場版

#### 系列
- 機動戰士GUNDAM系列
  - 機動戰士GUNDAM劇場版1981
  - 機動戰士GUNDAM劇場版Ⅱ 哀戰士篇1981
  - 機動戰士GUNDAM劇場版Ⅲ 相逢宇宙篇1982
  - 機動戰士高達 馬沙之反擊1988
  - SD高達劇場版1988
  - SD高達劇場版Ⅱ SD高達的逆襲1989
  - 機動戰士GUNDAM F911991
  - 武者、騎士、司令 SD高達緊急出擊1991
  - 機動戰士高達0083：星塵的回憶劇場版 吉翁的殘光1991
  - SD高達劇場版Ⅲ SD高達祭典1993
  - 機動戰士GUNDAM第08MS小隊剧场版 米娜的报告1998
  - 新機動戰記GUNDAM W 無盡的華爾茲1998
  - 機動戰士GUNDAM MS IGLOO -1年战争秘录-2004（共3话）
  - 機動戰士ZGUNDAM劇場版2005
  - 機動戰士ZGUNDAM劇場版Ⅱ2005
  - 機動戰士ZGUNDAM劇場版Ⅲ 2006
  - 超電影版 SD高達三國傳2010
  - 劇場版 機動戰士GUNDAM 00 -A wakening of the Trailblazer-（2010年）
  - 機動戰士鋼彈 THE ORIGIN I 藍眼的卡斯巴爾2015
  - 機動戰士鋼彈 THE ORIGIN II 悲傷的阿爾黛西亞2015
  - 機動戰士鋼彈 THE ORIGIN III 破曉起義 2016
  - 機動戰士鋼彈 THE ORIGIN IV 命運的前夜 2016
  - 机动战士敢达 THE ORIGIN V 激战 鲁姆会战2017
  - 机动战士敢达 THE ORIGIN VI 诞生 赤色彗星2018
  - 機動戰士鋼彈 NT2018
  - 机动战士高达 闪光的哈萨维()2021
- Code Geass 亡國的AKITO系列
  - 翼龍翔臨（翼竜は舞い降りた）2013
  - 被撕裂的翼龍（引き裂かれし翼竜）2014
  - 輝煌之物從天墮下（輝くもの天より堕つ）2015
  - 由憎恨的記憶開始（憎しみの記憶から）2015
  - 致親愛的人與物（愛シキモノタチへ）2016

#### 獨立
- 銀魂劇場版 新譯紅櫻篇2010
- 通靈學園大作戰2012
- 怪傑佐羅力 大・大・大・大冒險！2012
- 銀魂完結篇 永遠的萬事屋2013
- TIGER & BUNNY -The Rising-劇場版2014
- 偶像學園！劇場版2014
- Love Live! 学园偶像电影（ラブライブ！The School Idol Movie）2015
- 加速世界 INFINITE BURST（アクセル・ワールド　インフィニット・バースト）2016
- Love Live! Sunshine!! 学园偶像电影～彩虹彼端～（ラブライブ!サンシャイン!! The School Idol Movie Over the Rainbow）2019
- 轨道纪元（ORBITAL ERA）2020

### 遊戲動畫
- 機動戰士鋼彈 鐵血孤兒 獵殺兀爾德（機動戦士ガンダム 鉄血のオルフェンズ ウルズハント）2022
- 學園偶像大師（学園アイドルマスター）2024－OP動畫影片製作[註 3]

## 派生公司
由同間公司出身的職員另外獨立創業的公司。
- STUDIO DEEN（1975年3月成立，1977年10月出道）（長谷川洋）
- スタジオダブ（日语：スタジオダブ）（1983年1月成立並同時出道）（八幡正）
- Life Work（日语：ライフワーク）（1984年成立，1985年4月出道）（神田豊、豊住政弘）※2002年左右解散。
- STUDIO TAKURANKE（1987年9月成立並同時出道）（近藤康彥、山田浩之）
- （1993年9月成立）（佐藤郁夫）
- BONES（1998年10月成立，2000年6月出道）（南雅彦）
- Manglobe（2002年2月成立，2004年5月出道）（小林真一郎、河内山隆）※2015年9月29日因債務的關係解散，10月1日已申請破產，2016年9月1日正式結業。
- A-1 Pictures（2005年5月成立，2006年4月出道）（植田益朗、岩田幹宏）
- Bridge（2007年8月成立，2007年9月出道）（大橋千惠雄）
- （2011年2月成立）（古里尚丈）
- （2014年4月成立）（高山清彥）※由練馬分工作室的3DCG部門人員成立。

## 歷任代表董事社長
1. 岸本吉功
2. 伊藤昌典
3. 山浦榮二
4. 吉井孝幸（1994年）
5. 内田健二（日语：内田健二）（2008年4月25日）
6. 宮河恭夫（2014年4月1日）

## 外部連結
- 官方网站 （日語）